# Bruno Bottai
Bruno Bottai (Roma, 10 luglio 1930 – Roma, 2 novembre 2014) è stato un diplomatico italiano. Fu Segretario generale del Ministero degli affari esteri dal 1987 al 1994.

## Biografia

### Ambiente familiare
Bruno Bottai era figlio di Giuseppe Bottai, che fu Governatore di Roma (1935-1936) e ministro dell'Educazione Nazionale (1936-1943) durante il Regime Fascista, e di Cornelia Ciocca (1896-1978).

### Carriera diplomatica
Laureato in giurisprudenza, a 24 anni entrò nella carriera diplomatica a seguito di concorso pubblico. Ben presto fu nominato vice console a Tunisi e poi secondo segretario alla Rappresentanza italiana presso la Comunità Europea dal 1958 al 1961. Capo del servizio coordinamento presso la segreteria generale del Ministero (1961-1966) e poi consigliere diplomatico del Presidente del Consiglio Emilio Colombo (1970-1972) ha seguito, in particolare, lo sviluppo delle Comunità Europee. Negli anni '70 è stato capo del servizio stampa della Farnesina (1972-1976), poi ambasciatore presso la Santa Sede (1979-1981). Promosso ambasciatore di grado nel maggio del 1981, fu incaricato della direzione generale degli Affari Politici (1981-1985) e, successivamente, nominato ambasciatore a Londra (1985-1987). Tra il 1987 e il 1994 ha rivestito l’incarico di Segretario generale del Ministero degli Affari Esteri, la più alta carica della diplomazia. A chiusura di carriera, dal 1994 al 1997, ha rivestito nuovamente la carica di ambasciatore presso la Santa Sede.

### Attività successiva
Dall'aprile del 1995 sino alla morte, Bottai è stato Presidente della Società Dante Alighieri, l'ente nazionale fondato nel 1889 da Giosuè Carducci e un gruppo di intellettuali, con lo scopo di tutelare e promuovere la lingua e la cultura italiana nel mondo. 
Sotto la sua guida, la Società avviò numerosi progetti innovativi quali la certificazione PLIDA (Progetto Lingua Italiana Dante Alighieri) e la rete internet, ed adottò un nuovo statuto, che la parificava alle ONLUS. La sua visione della politica culturale dell'italiano all'estero si concentrò particolarmente nel favorire i rapporti tra la Dante Alighieri e la Farnesina nell'ambito di un sistema integrato che le permettesse di collaborare a livello internazionale con la rete diplomatica.
Nell'aprile del 1999, Bruno Bottai fu nominato Presidente della Fondazione Internazionale Premio Balzan.
Durante il suo periodo da Ambasciatore a Londra, Bottai venne a contatto con il gioco del cricket conoscendo Simone Gambino, figlio di Antonio, suo amico di lunga data, e Presidente della Federazione Cricket Italiana. Su invito di Simone Gambino, al rientro in Italia nel settembre 1987, Bottai assunse il ruolo di Presidente Onorario della Federazione Cricket Italiana.